# LUX Fight League
LUX Fight League, spesso abbreviata in LUX, è un'organizzazione messicana di arti marziali miste fondata nel 2017 dall'imprenditore sportivo Joe Mendoza. È considerata la più grande promozione MMA del Messico.

## Storia
La LUX Fight League è stata fondata il 21 luglio 2017 nel tentativo di promuovere non solo i combattenti messicani, ma anche quelli provenienti dai paesi che compongono l'America Latina.
Lo stesso giorno in cui si è tenuto l'evento inaugurale "LUX 001" a Tampico, Tamaulipas, situato nel nord-ovest del Messico. L'evento prevedeva quattro incontri; l'evento principale vedeva impegnati Efraín Escudero e Bruno Murata, e si è concluso con la vittoria per sottomissione di Escudero.
Dopo il successo del primo evento, LUX ne ha organizzato uno nuovo nel febbraio 2018, denominato "LUX 002". L'evento si è svolto al Ginnasio Olimpico Juan de la Barrera di Città del Messico, dove la promozione avrebbe stabilito la sua sede ufficiale, e sono stati annunciati nove combattimenti.

## Regole
La promozione prevede otto categorie di peso nella divisione maschile e due categorie di peso nella divisione femminile.

### Classi di peso

#### Maschili
- Pesi Mosca: fino ai 57 kg
- Pesi Gallo: fino ai 61 kg
- Pesi Piuma: fino ai 66 kg
- Pesi Leggeri: fino ai 71 kg
- Pesi Welter: fino ai 77 kg
- Pesi Medi: fino agli 84 kg
- Pesi Mediomassimi: fino ai 93 kg
- Pesi Massimi: fino ai 120 kg

#### Femminili
- Pesi Paglia: fino ai 52 kg
- Pesi Mosca: fino ai 57 kg

## Campioni attuali
| Divisione            | Limite superiore di peso (in chili) | Campione            | Dal                 | Difese              |
| Campionati Maschili  | Campionati Maschili                 | Campionati Maschili | Campionati Maschili | Campionati Maschili |
| -------------------- | ----------------------------------- | ------------------- | ------------------- | ------------------- |
| Pesi Medi            | 84                                  | Vacante             |                     |                     |
| Pesi Welter          | 77                                  | Raúl Zaragoza       | 31 gennaio 2025     | 0                   |
| Pesi Leggeri         | 71                                  | Kazula Vargas       | 1 novembre 2024     | 0                   |
| Pesi Piuma           | 66                                  | Édgar Delgado       | 11 agosto 2023      | 3                   |
| Pesi Gallo           | 61                                  | Juan Díaz           | 1 dicembre 2023     | 1                   |
| Pesi Mosca           | 57                                  | Jorge Calvo Martín  | 17 marzo 2023       | 4                   |
| Campionati Femminili |                                     |                     |                     |                     |
| Pesi Gallo           | 57                                  | Fernanda Muñoz      | 6 ottobre 2023      | 0                   |
| Pesi Paglia          | 52                                  | Andrea Vázquez      | 11 ottobre 2024     | 0                   |